# خوليان رودريجيث ماركوس
خوليان رودريجيث ماركوس ‏ (1968 في كيكلافين (مقاطعة قصرش)- 28 يونيو 2019 في شقوبية) كان كاتبًا وناشرًا إسبانيًا وصاحب معرض الفن المُعاصر كاسا سين فين أو منزل بلا نهاية، والذي أُغلق في مدريد في بداية عام 2018، ومُؤسس ورئيس دار نشر بيريفيريكا. أدار مجلات أدبية وجمالية مثل سوب روسا ولا روندا دي نوتشي. ونشر رواية للشباب بعنوان وقت بالشتاء ومجموعة قصصية قصيرة تحمل اسم النساء والتفاح، ورواية في الصحافة باسم غير المحتمل، مع كتاب القصائد نيبادا. في مارس 2022، منح اسمه لمكتبة قصر الجزيرة، تقديرًا لعمله من أجل الثقافة. تُوفي في شقوبية في 28 يونيو 2019 عن عمر الخمسين إثر أزمة قلبية.